# Liste der Kulturdenkmäler in Trier-Feyen/Weismark
In der Liste der Kulturdenkmäler in Trier-Feyen/Weismark sind alle Kulturdenkmäler des Ortsbezirks Feyen/Weismark der rheinland-pfälzischen Stadt Trier aufgeführt. Grundlage ist die Denkmalliste des Landes Rheinland-Pfalz (Stand: 8. Januar 2024).

## Einzeldenkmäler
| Bezeichnung                          | Lage                                     | Baujahr | Beschreibung | Bild                           |
| ------------------------------------ | ---------------------------------------- | ------- | --- | ------------------------------ |
| Bildstock                            | Am Bildstock, Ecke Auf der Weismark Lage | 1673    | Bildstock; Pietà, Heiliger und Stifter, bezeichnet 1673 | Fotos hochladen                |
| Wegekreuz                            | Am Knie, Ecke Pellinger Weg Lage         | 1766    | Wegekreuz mit angearbeitetem Korpus, bezeichnet 1766, 1933 in Kriegerdenkmal einbezogen | Fotos hochladen                |
| Südbad                               | An der Härenwies 10 und 11 Lage          | 1956    | 30.000 m² große Anlage mit Eingangsgebäude, Umkleide- und Duschkabinen und Gastronomiebereich, Hausmeisterwohnung, 1956, Architekten Gerold Dietrich und Klaus Karnatz (letzterer auch Landschaftsarchitekt); ein- bis zweigeschossiges Eingangsgebäude mit als Fensterwand geöffneter Eingangshalle in Formen der Fünfzigerjahre mit bauzeitlichem Bodenbelag und Wandrelief, Bassinbereich mit zwei großen, unregelmäßig geformten Becken und parabelförmigem Sprungturm, Technikgeschoss mit Wasseraufbereitungsanlagen und Toiletten, terrassenförmig angelegte Liegewiesen mit einzelnen Baumgruppen, begrenzt durch hohe Gehölze | weitere Bilder Fotos hochladen |
| Katholische Pfarrkirche St. Valerius | Bornewasserstraße 50 Lage                | 1952–56 | langgestreckter Bau auf ellipsenförmigem Grundriss, entsprechend dem abfallenden Gelände von einer Unterkirche unterfangen, 1952–56, Architekt Alfons Leitl | weitere Bilder Fotos hochladen |
| Hochbunker                           | Im Hofacker 1 Lage                       | 1940    | Hochbunker; Walmdachbau mit turmartigem Treppenhaus, 1940 | weitere Bilder Fotos hochladen |
| Katholische Kapelle St. Germanus     | Pellinger Straße 3 Lage                  | vor 500 | zweiachsiger Saalbau mit Giebeldachreiter, Umbau 1848, Wiederherstellung 1948; bei der Sanierung 1988/89 römischer Estrich und römisches Mauerwerk im Aufgehenden nachgewiesen | weitere Bilder Fotos hochladen |